# Framheim

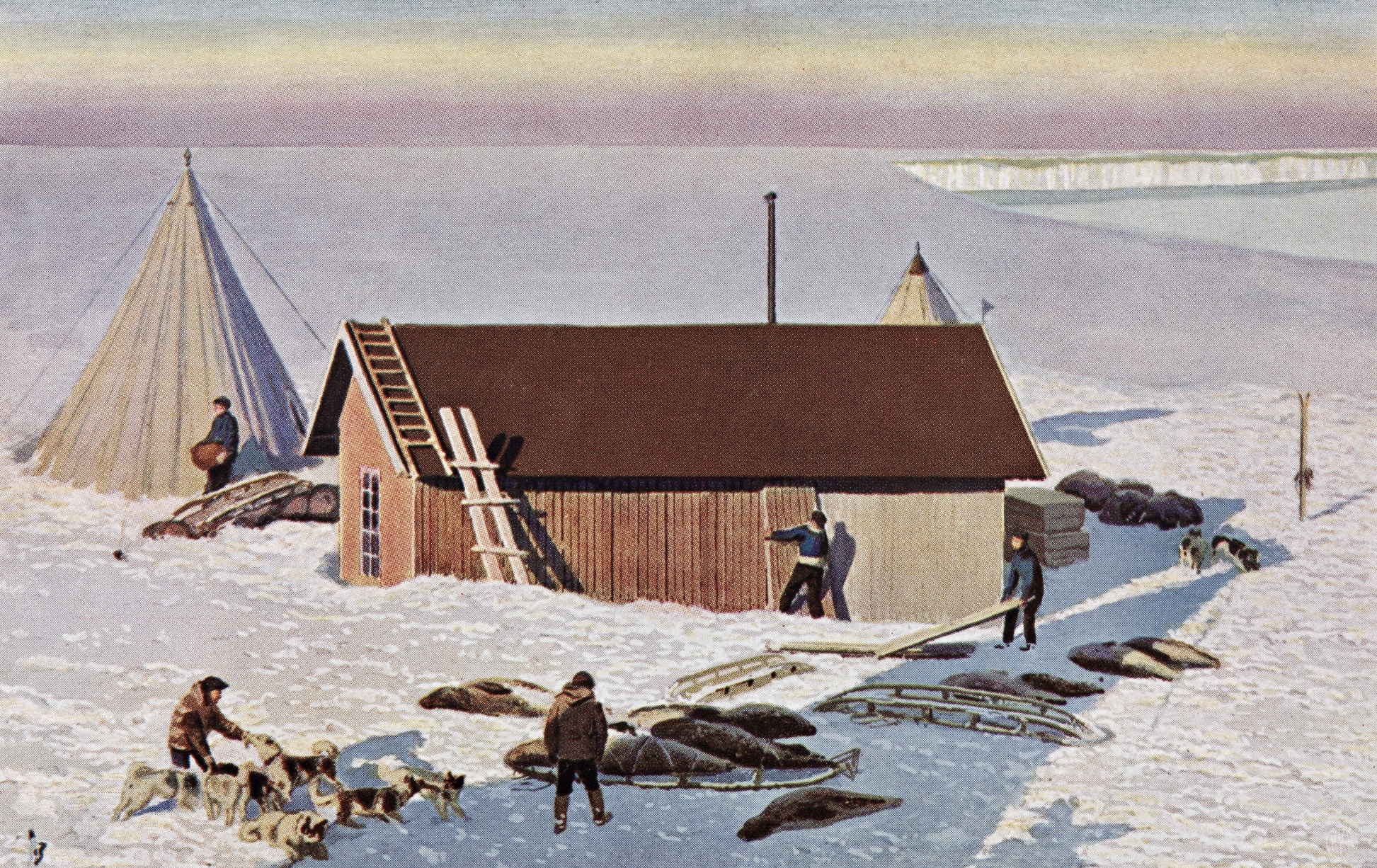
Framheim en enero de 1911 (por Andreas Bloch).

La Base Framheim (en noruego: Framheim, que se traduce como casa de Fram) fue la base del explorador de Noruega Roald Amundsen en la bahía de las Ballenas, en la barrera de hielo Ross de la Antártida durante su intento de conquistar el polo sur. Fue utilizada entre enero de 1911 y febrero de 1912.
La cabaña fue construida en fragmentos por un maestro carpintero, montada en la casa de Amundsen en Noruega y después desmontada para poder embarcarla en el Fram con destino a la Antártida. Fue uno de los primeros ejemplos de estructura prefabricada.
Los expedicionarios al polo sur retornaron a Framheim el 25 de enero de 1912 y se embarcaron en el Fram el 30 de enero, dejando la cabaña. El sitio en el flanco oriental de la bahía de las Ballenas se utilizó ampliamente en la década de 1930 por una serie de expediciones de Estados Unidos lideradas por Richard E. Byrd. Las bases Little America I a III se establecieron al norte de Framheim, pero no hay constancia de que hayan encontrado la cabaña, que está completamente cubierta por la nieve. En algún momento entre 1957 y 1962 la parte de la barrera de hielo Ross en la que estaba Framheim y las bases Little America se separó formando un gran iceberg. El témpano probablemente se desvió al oeste y progresivamente se rompió a lo largo del borde de la barrera de hielo Ross.